# Jean Bès de Berc
Pour les articles homonymes, voir Bès.
Jean Emmanuel Marie Bès de Berc (16 décembre 1872 - 1945) est un ingénieur français, major de l'École polytechnique, chef du service de l'inspection générale des carrières de la ville de Paris, professeur à l'École des mines de Paris, vice-président du Conseil général des mines (1934-1939), président de la Commission spéciale chargée de l'étude des questions concernant l'hygiène dans les mines, administrateur de la société de Potasse et d'engrais chimiques.

## Famille
La famille Bès de Berc est une famille subsistante d'ancienne bourgeoisie française originaire  de Saint-Chély-d'Apcher, en Lozère,,.
Jean Bès de Berc est le fils d'Emmanuel Bès de Berc (1839-1901), polytechnicien et directeur des constructions navales, et de Gabrielle Bazoche (petite-fille du contre-amiral Charles Louis Joseph Bazoche). Il est également le neveu du préfet Georges Bès de Berc (1847-1907).
Gendre du banquier Lucien Félix Claude-Lafontaine, dont il épouse la fille Germaine le 7 décembre 1897, il est le grand-père d'Olivier Dominique Jean Pierre Marie Bès de Berc et le beau-père de Hilaire de Laage de Meux. Sa femme, Germain Claude-Lafontaine était la cousine du professeur de médecine et neuropsychiatre Henri Claude.
Il était propriétaire du 31, rue de Liège ainsi que du château de Sucy-en-Brie.

## Distinctions
- Commandeur de la Légion d'honneur (1934)
- Croix de guerre 1914–1918
- Commandeur de l'ordre du Nichan Iftikhar

## Ouvrages
- "Cours d'exploitation des mines"

## Sources
- annales.org
- Jean-Louis Escudier, "Les ingénieurs du corps des Mines et l’évolution de la sécurité du travail minier aux XIXe et XXesiècles"